# Epigenesi (biologia)

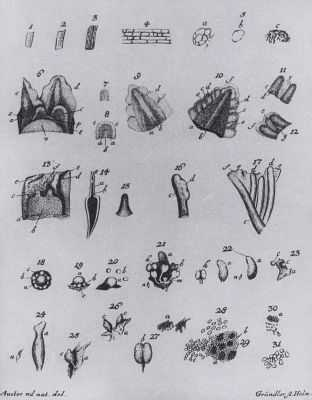
Caspar F. Wolff, Ontogenesi di una pianta

L'epigenesi è una teoria embriologica enunciata nel XVII secolo, secondo la quale l'embrione si sviluppa gradatamente, a partire da un germe indifferenziato, con la comparsa successiva di parti dell'organismo nuove per morfologia e struttura.

## Storia
Il primo assertore di questa teoria in epoca moderna fu William Harvey che la enunciò nel 1651. Fu poi sostenuta  dal fisiologo tedesco Caspar Friedrich Wolff (1734 - 1794) il quale la espose nel 1759 nell'opera "Theoria generationis". La teoria di Wolff si contrapponeva a quella preformista, sostenuta nelle epoche precedenti, secondo la quale nel germe (uovo o spermatozoo) si trova già precostituito in miniatura, con tutte le sue parti, l'individuo adulto. L'idea che lo sviluppo delle forme organiche individuali avvenisse a partire dal non formato era tuttavia molto antica, essendo stata espressa nel IV secolo a.C. da Aristotele (384-322 a.C.) . Dalla metà del XVII e poi nel XVIII secolo si svolse una vivace polemica, tra i fautori dell'epigenesi e quelli del preformismo, che ebbe termine solo nella seconda metà del XIX secolo con l'affermazione definitiva della teoria cellulare.